# The Price of Pride
The Price of Pride è un film muto del 1917 diretto da Harley Knoles e interpretato da Carlyle Blackwell in un doppio ruolo, June Elvidge, Frank Mills, Evelyn Greeley, George MacQuarrie, Charles W. Charles e Pinna Nesbit.

## Trama
Innamorata del marito di Madge Black, la sua migliore amica, Nan provoca la rottura tra i due coniugi. Quando Jeffrey Black, il marito, parte per il West, Nan lo segue. I due hanno un bambino, William, che assomiglia molto a David, il figlio che Black ha abbandonato a casa. Poiché Black, che fa l'avvocato, rifiuta comunque di sposare Nan, lei lo lascia insieme al bambino e sposa Ben Richardson, un giocatore d'azzardo. Sono passati vent'anni. David si reca nel West per un lavoro e arriva nella stessa città dove vive il fratellastro.
William, dopo essere scappato da casa da ragazzo, è diventato un fuorilegge conosciuto con il nome di Rodeo. Il giovane, tra un colpo e l'altro, passa il suo tempo nella sala da gioco gestita da Nan e da Richardson, ignorando che quella è sua madre. Un giorno, il giovane bandito assalta il treno sul quale viaggia Kathleen, la fidanzata di David, venuta nel West per raggiungerlo. Quando la ragazza vede il fuorilegge, crede di riconoscere in lui proprio David e la sua testimonianza, in seguito, porta all'arresto del fidanzato. Il processo nei suoi confronti si celebra davanti a Jeffrey Black, che adesso è diventato giudice. Intanto, William riconosce Nan come madre e va a trovarla. Richardson, geloso, immagina che quello sia l'amante della moglie e gli spara. Ferito gravemente, William, sul letto di morte scagiona il fratellastro da tutte le accuse. Finalmente Jeffrey si riconcilia con Madge, riunendosi a lei e a David.

## Produzione
Il film fu prodotto dalla Peerless Productions e World Film.

## Distribuzione
Il copyright del film, richiesto dalla World Film Corp., fu registrato il 13 giugno 1917 con il numero LU10961.
Distribuito dalla World Film, il film uscì nelle sale cinematografiche statunitensi il 2 luglio 1917.
Non si conoscono copie ancora esistenti della pellicola che viene considerata presumibilmente perduta.